# شو زی چو
شو زی چو (چینی ساده: 周受资; پین‌یین: Zhōu Shòuzī، زادهٔ ۱ ژانویه ۱۹۸۳) بیزنس‌من و کارآفرین سنگاپوری است که از سال ۲۰۲۱ مدیر عامل اجرایی تیک‌تاک است. در مارس ۲۰۲۳، او در مقابل کنگره ایالات متحده آمریکا در رابطه با تلاش قانونگذاران برای ممنوعیت تیک‌تاک در ایالات متحده شهادت داد.

## اوایل زندگی و تحصیلات
چو زادهٔ ۱ ژانویه ۱۹۸۳ در سنگاپور است. پدرش کارگر ساختمان و مادرش دفتردار بود.
پس از فارغ‌التحصیلی از مؤسسه هوا چونگ، چو به خدمت سرویس ملی درآمد و در آنجا افسر نیروهای مسلح سنگاپور بود.
پس از اتمام خدمت سربازی، چو برای تحصیل راهی کالج دانشگاهی لندن شد و در سال ۲۰۰۶ با مدرک کارشناسی اقتصاد فارغ‌التحصیل شد.
در سال ۲۰۱۰، او تحصیل در مدرسه کسب‌وکار هاروارد را با دریافت مدرک مدیریت ارشد کسب‌وکار تکمیل کرد و یک دورهٔ کارآموزی تابستانی در فیس‌بوک پیش از عرضه اولیه سهام آن به پایان رساند.

## زندگی شخصی
شو زی چو با وی‌ویان کائو، یک آمریکایی تایوانی‌تبار ازدواج کرد. آنها یکدیگر را زمانیکه مشغول تحصیل در مدرسه کسب‌وکار هاروارد بودند، ملاقات کردند. این زوج دو فرزند دارند، و در سنگاپور زندگی می‌کنند.
بازی کردن گلف و مطالعهٔ کتاب‌های فیزیک نظری از علایق چو در اوقات فراغت است.